# Julia Kavanagh
Julia Kavanagh (7 janvier 1824 - 28 octobre 1877) est une romancière irlandaise, née à Thurles à Tipperary en Irlande. Ses nombreuses contributions à la littérature l'ont classée parmi les romanciers mineurs non canoniques de la période victorienne (1837-1901). Bien qu'elle soit principalement connue pour le roman et les contes qu'elle a écrits, elle a également publié d'importantes œuvres non romanesques qui explorent le thème des contributions politiques, morales et philosophiques des femmes à la société. Plusieurs de ses œuvres ont été traduites en français, allemand, italien et suédois. Ses textes sont également diffusés en Amérique du Nord, où certaines de ses œuvres sont publiées dans Littel's Living Age, un magazine américain. De plus, elle est connue des écrivains célèbres de fiction domestique tels que Charles Dickens.

## Biographie
Elle naît à Thurles, une petite ville de Munster en Irlande, qui fait alors partie du Royaume-Uni de Grande-Bretagne et d'Irlande. Julia est la fille unique de Morgan Kavanagh (décédée en 1874), auteur de divers ouvrages philologiques et de quelques poèmes, et de Bridget Kavanagh (née Fitzpatrick). Le 9 janvier, elle est baptisée dans la « grande chapelle », une église catholique, où le greffier écrit son nom « Cavanah ». Avant qu'elle n'ait un an, sa famille déménage à Londres, et peu après à Paris. Julia passe plusieurs années de sa jeunesse avec ses parents à Paris, jetant les bases d'une maîtrise de la langue française et acquérant un aperçu des modes de pensée français, finalement perfectionnés par ses plus longues et fréquentes résidences en France. Son père, Morgan, est professeur de langues et il a également publié des livres de poésie, des romans et plusieurs ouvrages sur la philologie. Une tentative de capitaliser sur la renommée littéraire de sa fille en l'ajoutant comme co-auteur à l'un de ses romans publiés a énervé Julia.
La carrière littéraire de Kavanagh débute en 1844 à l'âge de 20 ans, lorsqu'elle déménage avec sa mère, après s'être séparée de son père en France. Par la suite, elle s'occupe d'elle-même et de sa mère presque aveugle grâce à sa carrière d'écrivain. Au début, elle commence par écrire de petits essais et des contes pour des revues et des journaux. Parmi les différentes revues pour lesquelles elle écrit figurent le Chambers Edinburgh Journal, Household Words, All the Year Round, The Month, People's Journal, Popular Record, Temple Bar et Argosy. Une fois une certaine réputation acquise, elle commence à écrire ses propres livres. Son premier livre est Three Paths (1847), un ouvrage de littérature jeunesse ; mais son premier travail qui attire l'attention est Madeleine, a Tale of Auvergne (1848), une histoire de « charité héroïque et de foi vivante basée sur les faits ».
Julia et sa mère vivent de nouveau à Paris à partir du début des années 1860, mais déménagent à Rouen puis à Nice au déclenchement de la guerre franco-prussienne. Julia meurt après une chute à Nice en 1877, toujours célibataire et catholique dévouée. Ses derniers mots, en français, sont : « Oh maman ! comme je suis stupide d'être tombé. » Elle est enterrée avec sa mère dans la cimetière du Château, sur la colline au-dessus de la vieille ville à l'est de Nice. Un avis de décès paraît dans The Belfast Newsletter. Bridget vit à Nice jusqu'à sa mort en 1888. En 1884, elle fait don d'un tableau de Julia par Henri Chanet à la National Gallery of Ireland,.

## Travaux
Les scènes des histoires de Kavanagh se déroulent presque toujours en France. Son style est domestique, simple et agréable, destiné aux jeunes lectrices ; ses personnages principaux ont tendance à être des femmes fortes, indépendantes et pleines de ressources. Elle est populaire et a un lectorat fidèle. Elle est également une contributrice prolifique à la littérature périodique et écrit également de nombreuses notices biographiques. Les critiques modernes voient une conscience prononcée de la politique de genre dans les écrits de Kavanagh et la considèrent comme une écrivaine dont les œuvres ont consciemment exposé les anomalies de la différence sociale et sexuelle tout en adhérant aux conventions de l'époque.
Ses œuvres comprennent : 
- The Three Paths (1847)
- Madeleine, a Tale of Auvergne (1848)
- Women in France during the Eighteenth Century (1850)
- Nathalie (1851)
- Women of Christianity (1852)
- Daisy Burns (1853)
- Rachel Gray (1855)
- Grace Lee (1855)
- Adele (1857)
- A Summer and Winter in the Two Sicilies (1858)
- Seven Years and Other Tales (1859)
- French Women of Letters (1862)
- English Women of Letters (1862)
- Queen Mab (1863)
- Beatrice (1865)
- Dora (1868)
- Silvia (1870)
- Bessie (1872)
- John Dorrien (1875)
- The Pearl Fountain and Other Fairy Tales (1877)
- Forget-Me-Nots (1878, posthumous edition, preface by C. W. Wood)

Journaux, non-fiction 
- ‘The Montyon Prizes’ in Chambers Miscellany. (1846)
- ‘The French Working Classes’ in People’s Journal. (1846)
- ‘Prizes of Virtue in France’ in People’s Journal. (1846)
- ‘Literature of the Working Classes of France’ in People’s Journal. (1847)

Journaux, nouvelles
- Chambers Edinburgh Journal  (ré-édité dans Seven Years and Other Tales)
  - Gaiety and Gloom (1847)
  - Young France (1847)
  - Soirée in a Porter’s Lodge (1847)
  - The Cheap Excursion (1847)
  - The Mysterious Lodger (1847)
  - A Comedy in a Courtyard (1847)
- Household Words (ré-édité dans Seven Years and Other Tales)
  - An Excellent Opportunity (1850)
- Temple Bar
  - Mimi’s Sin (1868)
  - By the Well (1868)
  - My Brother Leonard (1869)
  - By the Well (1869)
- All the Year Round (ré-édité dans Forget-Me-Nots )
  - Sister Anne (1868)
- Argosy (ré-édité dans Forget-Me-Nots and Littell’s Living Age )
  - Miller of Manneville (1872)
  - Nina, the Witch (1873)
  - Clement’s Love (1877)
  - Story of a Letter (1878)
  - Perpétue: A sketch (1878)
- Littell’s Living Age
  - Annette’s Love Story (1870)
  - Story of Monique (1876)

## Sources
- (en) « Julia Kavanagh », dans Encyclopædia Britannica [détail de l’édition], 1911 (lire sur Wikisource).